# Carlos d'Alessio
Carlos d'Alessio (Buenos Aires, 20 de desembre de 1935 – 12è districte de París, 14 de juny de 1992) va ser un compositor francès d’origen argentí.
Les seves creacions s'inspiren sovint en cançons populars d'Amèrica Llatina o en danses populars: valsos, javes, rumbes, tangos. Música de vegades repetitiva i tocada al piano sol o en petits grups. La seva música és inseparable de les pel·lícules de l'escriptora Marguerite Duras.

## Biografia
A Argentina, va estudiar arquitectura. es va interessar pel cinema i va aprendre música amb Guillermo Graetzer. S'uneix a un grup de teatre per compondre la música de les obres creades.
El 1962, es va traslladar a Nova York i va entrar enmig de l'avantguarda, aleshores en plena efervescència creativa. El 1972 va viatjar a París on va conèixer el dramaturg i dibuixant argentí Copi. Col·labora amb Alfredo Arias —també de Buenos Aires — fundador de la companyia de teatre, TSE.
El 1973, va cridar l'atenció de la novel·lista Marguerite Duras, que s'havia convertit en directora de cinema. Es va convertir en el seu compositor favorit i la música de la pel·lícula India Song el va fer popular. “La música de Carlos d'Alessio […] m'envolta, m'habita com el primer minut que vaig escoltar la música d'aquest home. " ella diu. La seva col·laboració va resultar fructífera i va durar fins a la seva darrera pel·lícula, Les Enfants, rodada el 1985.
El 1986, va crear l'espectacle Home Movies al Théâtre de la Ville de París, amb la participació de la ballarina-coreògrafa Caroline Marcade. Aleshores Jean-Pierre Jeunet també el va demanar, per a un curtmetratge (Foutaises, 1989), després per a la seva primera pel·lícula popular,  Delicatessen, produït amb Marc Caro l'any 1991. Aquest serà el seu darrer treball. Va morir a causa de la SIDA l'any següent.

## Música per al teatre
- Luxe, d’Alfredo Arias, 1973.
- L’Étoile du Nord, d’Alfredo Arias, 1974.
- Omphalos Hôtel, de Jean-Michel Ribes, 1975.
- L'Éden Cinéma, de Marguerite duras, 1977.
- Succès, de Javier Arroyuelo et Rafael Lopez-Sanchez, 1978

## Música de cinema
- 1974 : La Femme du Gange de Marguerite Duras
- 1975 : India Song de Marguerite Duras
- 1976 : Des journées entières dans les arbres de Marguerite Duras
- 1976 : Son nom de Venise dans Calcutta désert de Marguerite Duras
- 1976 : Maîtresse de Barbet Schroeder
- 1977 : Baxter, Vera Baxter de Marguerite Duras
- 1978 : Le Navire Night de Marguerite Duras
- 1982 : Les Jeux de la comtesse Dolingen de Gratz de Catherine Binet
- 1982 : Hécate, maîtresse de la nuit de Daniel Schmid
- 1982 : Parti sans laisser d'adresse de Jacqueline Veuve
- 1985 : Les Enfants de Marguerite Duras
- 1990 : Foutaises curtmetratge de Jean-Pierre Jeunet
- 1991 : Delicatessen de Jean-Pierre Jeunet i Marc Caro
  - Victoires de la musique 1992 per l'album de música original de cinema.
- 2004 : L'Après-midi de Monsieur Andesmas de Michelle Porte per Marguerite Duras

## Enregistrements
- India Song, Luxe, Home Movies et autres musiques de films et de scènes. Album 2 CD, Le Chant du Monde 2741745.46 (2009)
- Luxe et Autres Musiques de Scène. 1 LP, Le Chant du Monde, LDX 74852.
- Home Movies - Le Disque. 1 LP, Le Chant du Monde, LDX 74864, 1986.
- India song et autres musiques de films. 1 CD, Le Chant du Monde, 1991.
- Delicatessen. Bande originale du film de Jeunet et Caro. 1 CD, Remark 1991.
- Un vague extrêmement précis. Composition musicale sur des textes de Duras, créé au Festival de La Roque-d'Anthéron le 8 août 1985. Récitants : Delphine Seyrig et Sami Frey. 1 CD, INA mémoire vive, 1997.

## Premis i nominacions
- Césars 1976 : nominació al César a la millor música original per India Song
- Victoires de la musique 1992, ccategoria Compositor de música de pel·lícula per a Delicatessen
- XXIV Festival Internacional de Cinema Fantàstic de Sitges (1991): Premi a la millor banda sonora per Delicatessen[3]